# Sømandsjakke
En sømandsjakke (også omtalt som en pjækkert, på engelsk peacoat) er en kraftig dobbeltradet jakke i uld, som ofte er sort eller marinblå, der oprindeligt blev brugt som overtøj af sømænd oprindeligt i europæisk og senere i amerikanske flåder. Sømandsjakker er karakteriseret ved at være relativt korte, have brede revers, dobbeltradet og ofte med store knapper i træ, metal eller plastik samt vertikale eller skrå lommer. Omtale af sømandsfrakker kendes tilbage til mindst 1720'erne i amerikanske aviser, og moderne fortolkninger har stadig den oprindelige design og komposition.
En "bridge coat" er en sømandsjakke der går ned til låret, og dette er en uniform som udelukkende er tilegnet officerer. Reefer jacket er ligeledes til officerer og har samme grundlæggende design, men har normalt knapper i guld eller messing og epaulet. Kun officerer har epauletter.